# بدخشان

نقشه از بدخشان، تقسیم بین دو کشور از شمال خاوری افغانستان و جنوب خاوری تاجیکستان.

بَدَخشان سرزمینی شامل پاره‌ای از شمال خاوری افغانستان و جنوب خاوری تاجیکستان می‌باشد. این سرزمین در سروده‌های شاعران فارسی‌زبان به کیفیت «لعل» خویش معروف بوده‌است. بَدَخش یا بَدَخشَن، واژه‌ای از زبان پارسی میانه به معنای والی و مرزبان است که علاوه بر فرمانداری، ریاست اسواران محلی را نیز عهده‌دار بود.

ولایت مختار کوهستان بدخشان با مرکزیت خاروغ.

ولایت بدخشان افغانستان با مرکزیت فیض‌آباد.

ساکنان این منطقه را «تاجیکان و اوزبیک ها»  تشکیل داده و به زبان های فارسی و پامیری سخن می‌گویند.
«بدخشان» دارای کوه‌های بلند و رودخانه‌های خروشان و دره‌های سرسبز و جنگل‌های وسیع و چراگاه‌های بسیار است و از محصولات کشاورزی آن می‌توان به گندم، جو، ذرت و ارزن و زُقیر و همچنین میوه‌های درختی هم‌چون گردو، توت، زردآلو و سیب اشاره کرد. بسیاری از درختان کهن‌سال همچون درختان توت و گردو به دلیل کمبود انرژی و سوخت در این استان به منظور تولید گرما، قطع شده‌اند.
بدخشان به حیث زمین لرزه از بالاترین‌ها در جهان می‌باشد و زلزله چندین بار با شدت بالای ۷ ریشتر در این استان ثبت شده‌است.

## تاریخچه
در مارس ۱۸۹۵ به موجب توافقاتی که میان بریتانیا و روسیه در لندن صورت گرفت، بدخشان میان افغانستان و امارت بخارا تقسیم شد و بر پایه این توافق بدخشان کوهستانی تابع بخارا باقی ماند و سرزمین‌های جنوبی مسیر آمودریا به افغانستان (ولایت بدخشان) پیوست.
در سال ۱۸۹۶ یک بخش از این منطقه تحت نام «بدخشان» با مرکزیت شهر «خاروغ» به روسیه تعلق گرفت و بخش دوم با مرکزیت شهر «فیض‌آباد» به افغانستان پیوست. روسیه و انگلیس «آمودریا» را به عنوان مرز طبیعی پذیرفتند. پس از فروپاشی «اتحاد جماهیر شوروی» بدخشان شمالی به عنوان بخشی از کشور تاجیکستان تعیین شد.

## جغرافیا

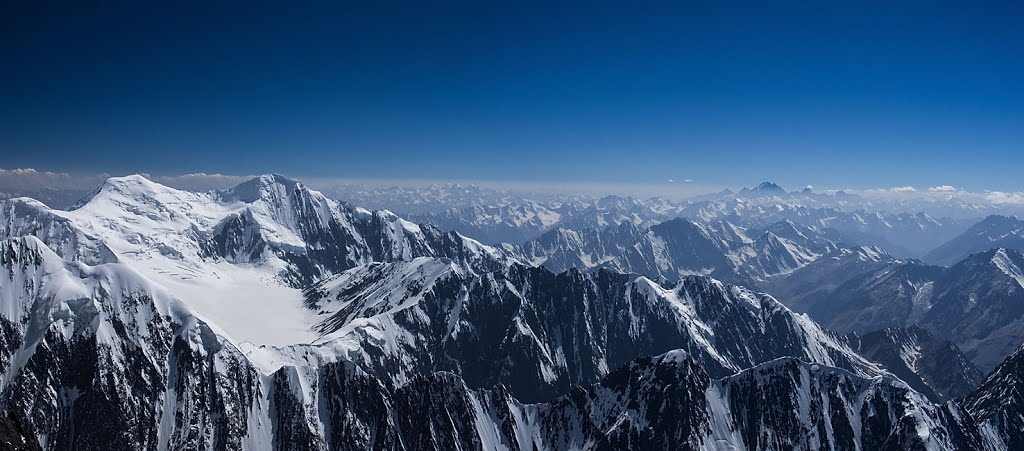
قلهٔ نوشاخ با ارتفاع (۷٬۴۹۲) متر

بلندترین قُلّه‌های رشته‌کوه‌های پامیر و هندوکش چهار قله از پنج قلهٔ ۷۰۰۰ متری منطقه آسیای میانه است.
چهار قلّهٔ بلند بدخشان عبارت‌اند از قلّهٔ اسماعیل سامانی (نام پیشین: قلّهٔ کمونیسم) (۷۴۹۵ متر)، قلّهٔ استقلال (نام پیشین: قلّهٔ لنین) (۷۱۳۴ متر) در مرز قرقیزستان، قلّهٔ کورژنیوسکی (۷۱۰۵ متر) و قلّه نوشاخ (۷٬۴۹۲ متر) که در مرز پاکستان قرا گرفته‌است.